# Cementerio de Petare
El Cementerio de Petare o bien Cementerio Maraury es el nombre que recibe un antiguo cementerio ahora en ruinas que fue fundado en 1888 en el sector de la Parroquia Petare, en el Municipio Sucre al este del distrito metropolitano de Caracas y al norte del estado Miranda en el país sudamericano de Venezuela.

## Historia
Clausurado formalmente en 1972 los últimos entierros cladestinos se realizaron en la década de 1980 del siglo XX. En el año 2002 se presentó una propuesta para rescatarlo pero fue descartada en 2006. En su lugar en sus puertas se construyó un Centro de Diagnóstico Integral y una Sala de Rehabilitación integral cuyas obras comenzaron en 2005. Ese mismo año fue declarado por las autoridades bien de interés patrimonial por el IPC (Instituto del Patrimonio Cultural) por lo que diversos planes para conventirlo en un recinto deportivo o darle otros usos fueron paralizados.